# Catedral de Santa María (Darwin)
La Catedral de Santa María o también Catedral de Santa María Estrella del Mar (en inglés: St Mary's Cathedral o bien St Mary’s Star of the Sea Cathedral) Es el principal lugar de culto católico en la ciudad de Darwin, Australia, y la sede del obispado de la diócesis de Darwin.
Durante la Segunda Guerra Mundial, la iglesia de Santa María fue la sede de la guarnición de la capellanía militar, para las tropas australianas de esa ciudad. Inmediatamente después de la guerra surgió la necesidad de construir una estructura más grande. El proyecto fue confiadp a Ian Ferrier, natural de Brisbane.
La primera piedra, sacada de Rum Jungle, el sitio de la primera mina de uranio en el territorio, fue bendecida por el obispo O'Loughlin el 13 de julio de 1958. Las operaciones de construcción fueron confiadas a Carl Johansson hasta 1962 cuando fue reemplazado por John D ' Arcy.
La catedral fue bendecida y abierta al culto por el obispo O'Loughlin el 19 de agosto de 1962 y consagrada el 20 de agosto de 1972.

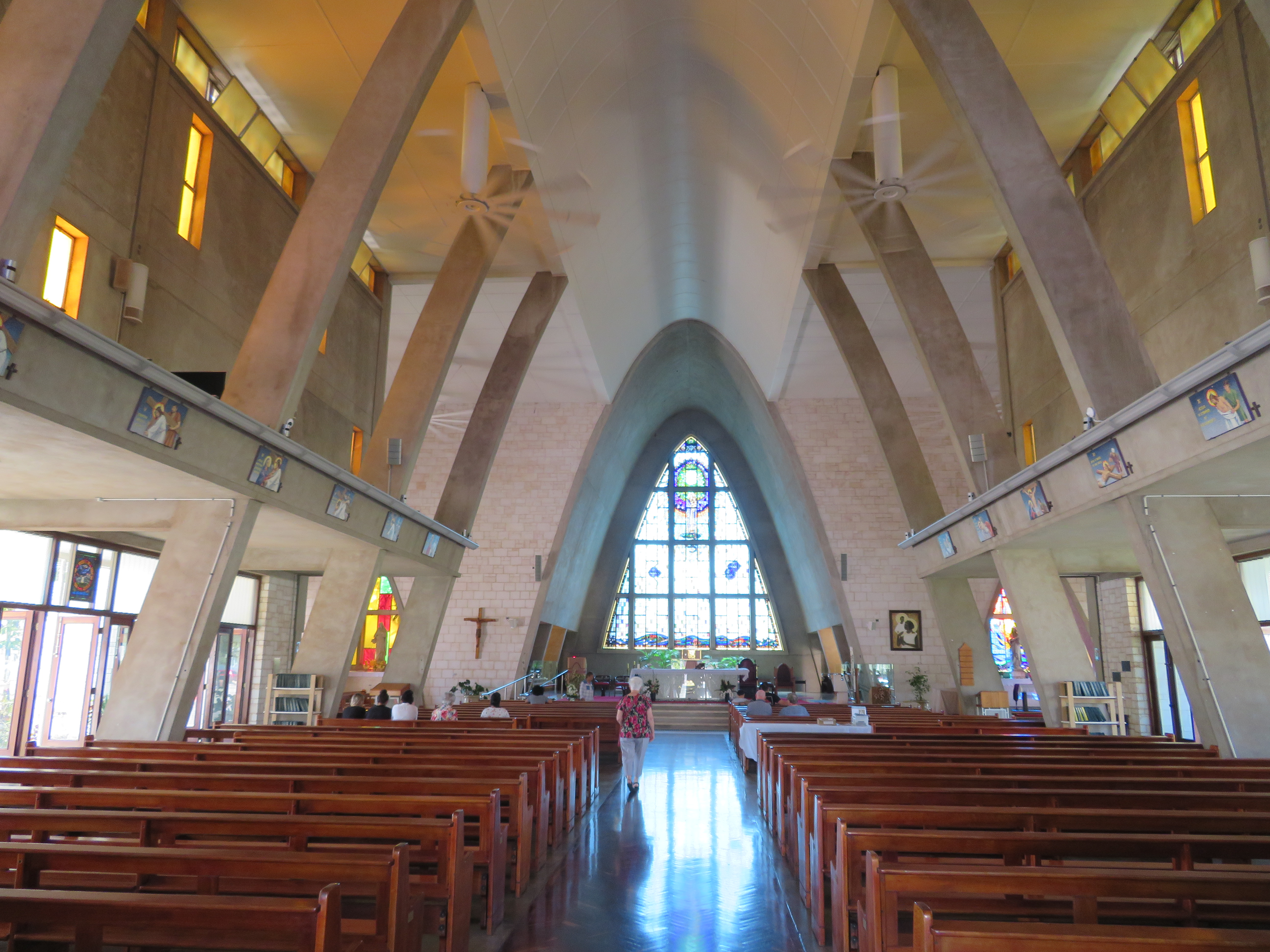
El interior de la catedral St Mary's Star of the Sea